# Volvarina haswelli
Volvarina haswelli is een slakkensoort uit de familie van de Marginellidae. De wetenschappelijke naam van de soort is voor het eerst geldig gepubliceerd in 1948 door Charles Francis Laseron.